# Andre Emmett
Andre Emmett (Dallas, Texas, 27 de agosto de 1982-Ibídem, 23 de septiembre de 2019) fue un baloncestista estadounidense que pertenecía a la plantilla del Capitanes de Arecibo de la Baloncesto Superior Nacional. Con 1,96 metros de estatura, jugó en las posiciones de escolta y alero.

## Trayectoria deportiva

### Universidad
Emmett jugó cuatro temporadas en los Red Raiders de la Universidad de Texas Tech, donde promedió 17.6 puntos, 6 rebotes y 1.6 asistencias en 128 partidos totales. Finalizó su carrera universitaria en 2004 como el líder de la historia de los Red Raiders en puntos (2.256), tiros de campo anotados (882), tiros de campo intentados (1.765) y partidos jugados, además de convertirse en el primer jugador de la Big 12 Conference en formar parte del mejor quinteto de la conferencia en tres campañas consecutivas. En su último año en la universidad promedió 20.6 puntos y 6.6 rebotes y fue incluido en el segundo equipo del All-America por Associated Press, y en su segundo año integró el equipo de jugadores más mejorados de la Big 12.

### Profesional
Fue seleccionado en la 35.ª posición del Draft de la NBA de 2004 por Seattle SuperSonics, aunque fue traspasado inmediatamente a Memphis Grizzlies a cambio de una segunda ronda de draft de 2005 y dinero. En los Grizzlies disputó 8 partidos en los que promedió 0.9 puntos en 3.5 minutos por encuentro, antes de ser envidado a Miami Heat el 2 de agosto de 2005 en un traspaso en el que intervinieron 13 jugadores y 5 equipos, un récord en la historia de la NBA. En los Heat no llegó a debutar oficialmente y fue despedido el 31 de octubre de 2005.
Una vez que dejó los Heat, Emmett fichó por los Austin Toros de la NBA Development League, donde jugó 47 partidos en la temporada 2005-06 y promedió 12.4 puntos por encuentro. Al finalizar la temporada se marchó al Lietuvos Rytas de la liga lituana, participando en nueve partidos con el equipo y siendo despedido en diciembre de 2006. En enero firmó con Los Angeles D-Fenders de la NBA Development League y a final de año se unió al Liège Basket belga, donde finalizó la campaña como máximo anotador con 23.9 puntos por noche. Tras jugar la Liga de Verano de la NBA con Orlando Magic y probar suerte con Philadelphia 76ers, donde fue despedido sin debutar en partido oficial, Emmett fue contratado por el Pau-Lacq-Orthez de la liga francesa en octubre de 2008, y tras 5 partidos, militó en los Marinos de Anzoátegui de Venezuela en 2009, y en el Shandong Lions chino en la temporada 2009-10. Con los Lions consiguió el récord de más puntos anotados en un partido de la liga china con 71 (28 tiros anotados de 34 intentos y 11 triples). En abril de 2010 debutó en el baloncesto portorriqueño de la mano de los Mets de Guaynabo.
En febrero de 2012 fichó por New Jersey Nets de la NBA.

### Muerte
El 23 de septiembre de 2019 Emmett fue asesinado durante un tiroteo en la ciudad de Dallas. Las causas del incidente no han sido reveladas.

## Estadísticas de su carrera en la NBA

### Temporada regular
| Temporada | Edad | Equipo            | Liga | P | TIT | MIN | TC  | TCA | %TC  | 3P  | 3PA | %3P | TL  | TLA | %TL  | R.OF. | R.DEF. | REB | ASIS | ROB | TAP | PER | FP  | PTS |
| 2004-05   | 22   | Memphis Grizzlies | NBA  | 8 | 0   | 3.5 | 0.3 | 0.8 | .333 | 0.0 | 0.0 |     | 0.4 | 0.6 | .600 | 0.0   | 0.3    | 0.3 | 0.0  | 0.0 | 0.0 | 0.1 | 0.5 | 0.9 |
| Total     |      |                   | NBA  | 8 | 0   | 3.5 | 0.3 | 0.8 | .333 | 0.0 | 0.0 |     | 0.4 | 0.6 | .600 | 0.0   | 0.3    | 0.3 | 0.0  | 0.0 | 0.0 | 0.1 | 0.5 | 0.9 |